# 정홍연
정홍연(鄭洪然, 1983년 8월 18일 ~ )은 대한민국의 축구 선수이다.

## 클럽 경력

### 제주 유나이티드
정홍연은 제주 유나이티드에서 프로 생활을 시작하였다. 시즌 초반 주전 풀백이었던 이상홍이 부상으로 빠진 후 그 기회를 잡아 주전으로 자리잡았다. 8월 30일에는 전북 현대 모터스와의 리그 경기에서 전반 25분 데뷔골을 터뜨렸다.

### 부산 아이파크
2007년 10월 25일, 정홍연은 부산 아이파크로 이적하였다. 그러나 한 경기도 출전하지 못하고 부상으로 무려 2년 가까이 쉬어야했다.

### 포항 스틸러스
자유 계약 신분이었던 그는 2010년 7월 23일, 6개월 단기 계약을 맺으며 포항 스틸러스에 입단하였다. 8월 8일 성남 일화 천마를 상대로 포항 데뷔전을 치렀다. 9월 4일, 전북 현대 모터스 전에서는 후반 4분 왼쪽 수비 자리에서 공격 가담을 하며 설기현의 크로스를 골문으로 집어넣으며 이적 후 첫 골을 터뜨렸다. 2년 가까이를 쉬었다는 팬들의 걱정에도 불구하고 그는 왼쪽 수비를 철저하게 지키며 포항을 이끌었다.

### 전남 드래곤즈
2013년 6월 11일 전남 드래곤즈는 신영준을 포항 스틸러스에 보내며 그를 데려오는 1-1 맞트레이드를 단행하였다.

### 부천 FC 1995
2014년 3월 26일 부천 FC 1995는 정홍연을 자유계약으로 영입했다고 발표하였다.
입단 후 곧바로 주전 자리를 차지했으며 본래 포지션은 왼쪽 풀백이나 부천 FC의 수비 불안으로 인해 주로 센터백으로 활약하였다.
2015시즌 대구 FC와의 개막전에서 프리킥으로 득점에 성공하며 팀의 첫 득점을 기록했다.

## 기록

### 클럽
2016년 3월 10일 기준
| 클럽            | 시즌 | 리그 | 리그 | 국내 컵 | 국내 컵 | 리그 컵 | 리그 컵 | 대륙 대회 | 대륙 대회 | 통산 | 통산 |
| 클럽            | 시즌 | 출장 | 득점 | 출장    | 득점    | 출장    | 득점    | 출장      | 득점      | 출장 | 득점 |
| --------------- | ---- | ---- | ---- | ------- | ------- | ------- | ------- | --------- | --------- | ---- | ---- |
| 제주 유나이티드 | 2006 | 17   | 1    | 0       | 0       | 12      | 0       | -         | -         | 29   | 1    |
| 제주 유나이티드 | 2007 | 13   | 0    | 2       | 0       | 8       | 0       | -         | -         | 23   | 0    |
| 부산 아이파크   | 2008 | 0    | 0    | 0       | 0       | 0       | 0       | -         | -         | 0    | 0    |
| 부산 아이파크   | 2009 | 0    | 0    | 0       | 0       | 0       | 0       | -         | -         | 0    | 0    |
| 부산 아이파크   | 2010 | 0    | 0    | 0       | 0       | 0       | 0       | -         | -         | 0    | 0    |
| 포항 스틸러스   | 2010 | 11   | 1    | 0       | 0       | 0       | 0       | 2         | 0         | 13   | 1    |
| 포항 스틸러스   | 2011 | 4    | 0    | 1       | 0       | 6       | 0       | -         | -         | 11   | 0    |
| 포항 스틸러스   | 2012 | 12   | 0    | 0       | 0       | -       | -       | 2         | 0         | 14   | 0    |
| 포항 스틸러스   | 2013 | 1    | 0    | 1       | 0       | -       | -       | 1         | 0         | 3    | 0    |
| 전남 드래곤즈   | 2013 | 4    | 0    | 0       | 0       | -       | -       | -         | -         | 4    | 0    |
| 부천 FC 1995    | 2014 | 30   | 0    | 0       | 0       | -       | -       | -         | -         | 30   | 0    |
| 부천 FC 1995    | 2015 | 18   | 1    | 0       | 0       | -       | -       | -         | -         | 18   | 1    |
| 통산            | 통산 | 110  | 3    | 4       | 0       | 26      | 0       | 5         | 0         | 145  | 3    |